# Identiskt kasus
Identiskt kasus är ett grammatiskt kasus som anger att någonting är identiskt med någonting annat. Kasuset förekommer i manchuiska.